# ローター・バウムガルテン

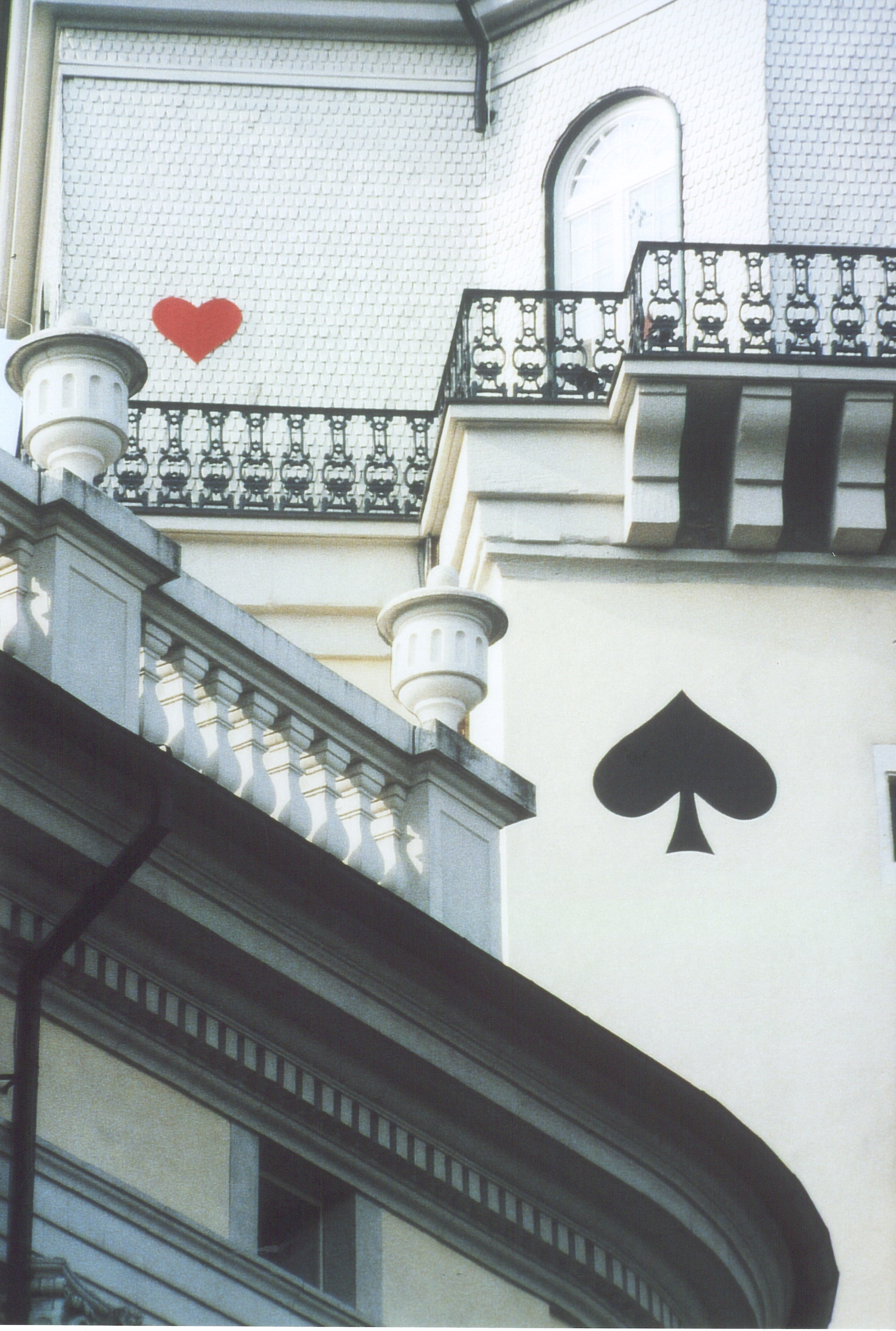
ローター・バウムガルテン Entenschlaf のディテール、Documenta IX 1992年 カッセル 、ドイツ

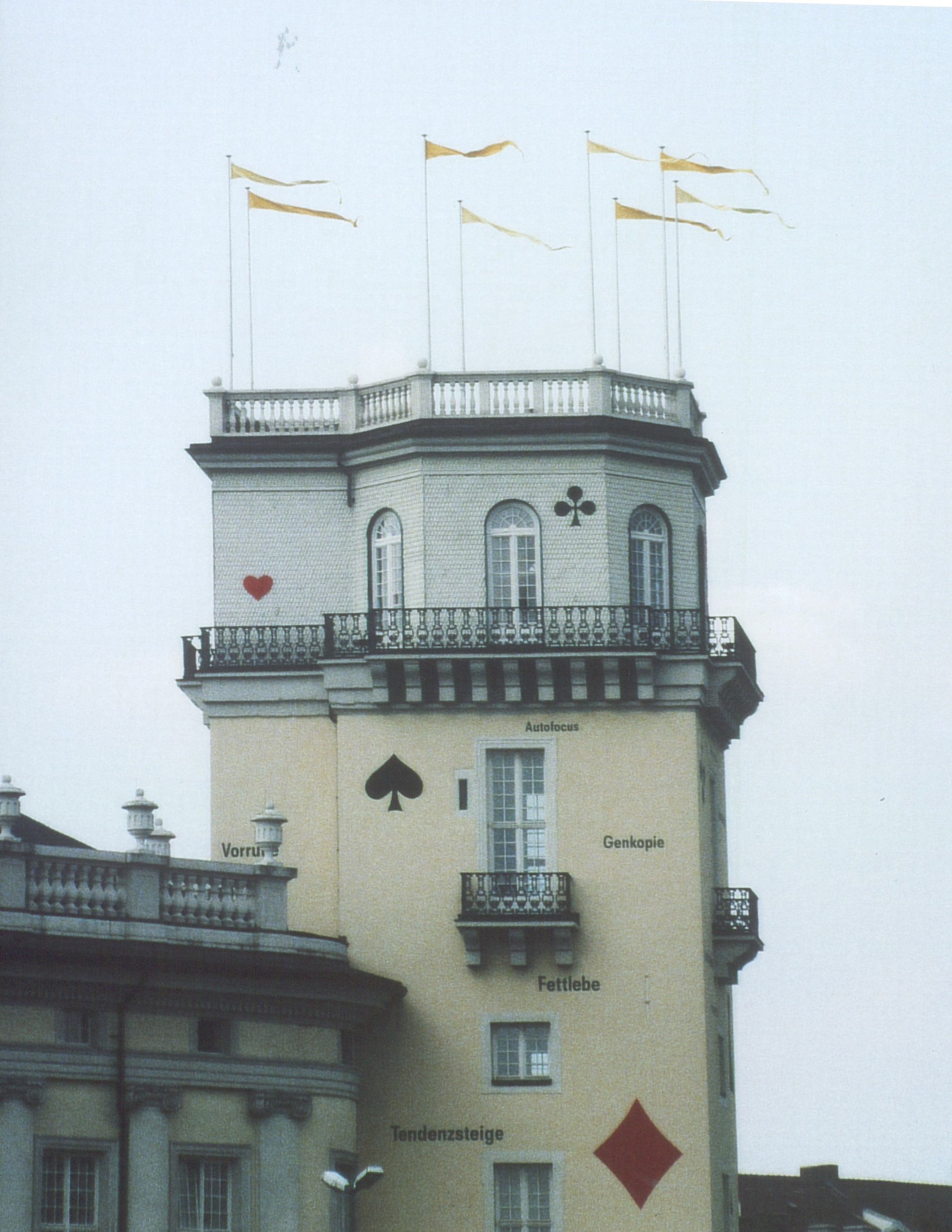
ローター・バウムガルテン Entenschlaf 、Documenta IX 1992年 カッセル 、ドイツ

ローター・バウムガルテン （Lothar Baumgarten、1944年10月5日 - 2018年12月3日）は、 ニューヨークとベルリンを拠点とするドイツのコンセプチュアルアーティスト。 彼の作品にはインスタレーション、映像、写真作品が含まれる。 

## 経歴
1944年にドイツのラインスベルクで生まれた。カールスルーエ国立美術アカデミー（1968年）とデュッセルドルフ美術アカデミー（1969 - 71年）でヨーゼフ・ボイスの元で学んだ。 

## 作品
バウムガルテンの作品は、彫刻（期間限定の）、写真作品、スライドプロジェクション、16mm映像作品、サウンド、ドローイング、写真、本、短編小説、サイトスペシフィック作品、壁画、建築関連の介入などの多種に及ぶ。 
1968年から1970年にかけて、バウムガルテンは、ヨーロッパの複数の民族誌博物館が収集物の展示方法を通じて鑑賞者の知覚をどのように構成しているかについて、体系的な写真研究を行った。 スライドプロジェクション作品Unsettled Objects （1968–69）では、80枚のエクタクロームを用い、オックスフォードのピットリバーミュージアムの遺物を、1874年に一般公開されたときと同じように表示した。 
1977年から1986年の間、バウムガルテンはブラジルとベネズエラを訪れる。1978年から1980年までの18か月間、作家はオリノコ川上流地域のカショラウィとヤペタウォのヤノマミ族の人々と共に住む。このコミュニティには約85人の人々がいて、当時、外の世界との接触は比較的少なかった。この訪問により、2か国間のフロンティアを3次元に図形化したTerra Incognita （1969–84）を制作。  
1973年から1977年の間に制作された「The Origin of the Night: Amazon Cosmos」は、ブラジルの熱帯雨林とトゥピ族インディアンの創造物語に関する98分の映像作品。この作品にはクロード・レヴィ=ストロースの著書『蜂蜜から灰へ 』から映画のストーリーが取り入れられた。El Dorado – Gran Sabana （1977–85）では、1980年代に重金属と鉱物が採掘されたエル・ドラード（アンデス地方の黄金郷）伝説で有名な La Gran Sabana地域の豊かな風景の写真を並べて、採掘によってで根絶した先住民族の動物の名前を、金属や鉱物に関連付けた。
River-Crossing、Kashorawetheri （1978）では15枚の白黒写真を用い、森を通り水路を横切る困難な旅でYãnomãmiのグループを追跡する。
Fragmento Brasil （1977-2005）は、無音の同期マルチプロジェクション作品であり、複数のプロジェクターから648枚の画像が映し出される。アルベルト・エクハウトによる17世紀半ばのブラジルの鳥の絵画の詳細ヨーロッパの起源の理想的な風景、1978年から80年のベネズエラとブラジルのヤノマンミ族の抽象画、ベネズエラとブラジルのリオカローニ 、 リオウラリコエラ 、 リオブランコ地域の1977年の5か月の散歩中に撮影した白黒の風景写真など。  
1984年にはヴェネツィア・ビエンナーレのドイツ代表に選ばれる。この時展示したインスタレーションAmerica（1984）では、展示会場の床にアマゾン・オリノコ川系の七つの主要な川の名前が書かれた。  
カッセルのドクメンタX （1997年）では、ヤノマミでの滞在のアーカイブを展示した。
Accèsaux quais（tableaux parisiens） （1985–6）では、一見地下鉄路線図のように見える図を用い、駅の名前はフランスの植民地活動を表すように変更された。
1976年と1989年、彼は6か月間、鉄道で米国を旅し、いくつかのインド人居留地に滞在した。 1988年にカーネギー美術館のパーマネントコレクションとして作られた天井部分のインスタレーションでは、 チェロキー文字の手書き文字が使われた。
Carbon（1989）では、色彩のバーと活版印刷ではっきりとした言葉で構成されたインスタレーションで、ギャラリーの壁の周りに重なる2つの歴史をマッピングした。アメリカ西部の入植に不可欠な鉄道網と、追放、投獄、根絶された先住民族の家である。残っているのは鉄道沿線に住む彼らの名前だけである（例：シャイアンとノーザン鉄道 、 アパッチ鉄道、キーオクジャンクション鉄道またはモノンガヒラ鉄道、ポトマック川、ココニノ郡、ケメウェビ山地など）他の名前は地理的名称としてのみ存在し続けている。
ロサンゼルス現代美術館は、バウムガルテンに彼の旅行の写真ドキュメントを組み込んだ作品制作を依頼したが、意図された部分は実現されなかった。代わりに、写真は後に「Carbon」というタイトルのアーティストブックに11の短編小説とともに掲載された。
1993年グッゲンハイム美術館で行われた個展では、美術館のアイコニックな吹き抜けの曲線部分に先住民の北米人の名前が印刷された。 
1994年、ジャン・ヌーヴェルが設計したカルティエ現代美術館建築のために、雑草と野生の花が溢れるモダンな中規模の森林庭園を造園した。庭園の名前であるTheatrum Botanicumは 、中世の僧侶が保管していた薬用植物やハーブの在庫を表す。
1990年代後半にはドイツ連邦大統領府からインスタレーション制作を依頼された。  
2002年、彼はニューヨークのビーコンにあるデニングのポイント州立公園の恒久的なパブリックアートである、 Seven Rings for Contemplation を委託制作。写真プリントシリーズであるConcordance （2003〜2006年）では、はポルトのセラルベス公園の設定と植物学に関する広範な調査を実施した。 
1994年からドイツのベルリン芸術大学で教授を務めた。 2011年、ローマのヴィラマッシモでフェローを務める。 
2018年12月2日、74才で死去。

## 展示
1972年にデュッセルドルフで開催されたGalerie Konrad Fischerでの初の個展以来、バウムガルテンは国際的に広く展示を行ってきた。主要展示は、カーネギー美術館（1987）、ポンピドゥー・センター（1987）、京都および東京国立近代美術館（1996）、ハンブルク美術館（2001）。 
1984年、バウムガルテン とA.R. Penckはヴェネツィアビエンナーレドイツ館代表に選ばれた。 また、 ドクメンタ V（1972）、VII（1982）、IX（1992）、およびX（1997）をはじめ、カーネギーインターナショナル（1991、1988）、ミュンスター彫刻プロジェクト、（1987）第49、41、38回ヴェネツィアビエンナーレ（2001、1984、1978）にも参加。
所属ギャラリーは、ケルンのGalerie Thomas Zanderと、ニューヨーク/パリのマリアン・グッドマン・ギャラリー。 

## 参照
1. ↑  “Lothar Baumgarten : Traueranzeige : Frankfurter Allgemeine Zeitung”. 2021年6月30日閲覧。
2. ↑  Lothar Baumgarten Galerie Thomas Zander, Cologne.
3. 1 2 3  Lothar Baumgarten Tate.
4. 1 2  Christopher Knight (April 13, 1990), 'Carbon': A Moving History of Old West Los Angeles Times.
5. 1 2 3  "Lothar Baumgarten, October 21 - November 20, 2008". Marian Goodman Gallery, New York. Retrieved 2018-10-05.
6. ↑  The Museum as Muse: Artists Reflect, March 10 - June 1, 1999 Museum of Modern Art, New York.
7. 1 2  John Russell (November 6, 1988). "'Art View; Lothar Baumgarten's Discreet Provocations". The New York Times. Retrieved 2018-10-05. Print version, p. 35.
8. 1 2  "Lothar Baumgarten: Makunaíma, June 21 - August 30, 2002". Marian Goodman Gallery, New York.
9. ↑  Michael Brenson (January 23, 1987), Rothenberg Horses At The Gagosian Gallery New York Times.
10. ↑  Roberta Smith (September 5, 2003), If the Actual Amazon Is Far Away, Invent One Nearby New York Times.
11. ↑  Lothar Baumgarten, I Prefer it There Better than in Westphalia, Eldorado (Candide, Voltaire) (1968-74) Tate.
12. ↑  Suzanne Muchnic (August 3, 2003), Into the mind of the shaman Los Angeles Times.
13. ↑  Lothar Baumgarten, Fragmento Brasil (1977-2005) La Triennale, Paris.
14. ↑  Lothar Baumgarten: Carbon, September 19 – December 5, 2004 Archived April 14, 2013, at Archive.is Dallas Museum of Art.
15. ↑  Lothar Baumgarten: Carbon, 26 January - 9 June 2002 Archived 2014-12-06 at the Wayback Machine. De Pont, Tilburg.
16. ↑  Lothar Baumgarten: Carbon, April 8 - June 17, 1990 Museum of Contemporary Art, Los Angeles.
17. ↑  John Russell (December 13, 1992), A Monument to Energies, Human and Inhuman New York Times.
18. ↑  Margaret Sundell, Lothar Baumgarten: Whitney Museum of American Art - … ambivalence infuses The Origin of the Night, ArtForum, December 2003.
19. ↑  Roberta Smith (January 29, 1993), The New Guggenheim Starts to Show Its Face New York Times.
20. ↑  Theatrum Botanicum Fondation Cartier pour l'Art Contemporain, Paris.
21. ↑  Wendy Moonan (June 8, 1995), A Parisian Garden Of Artful Delights New York Times.
22. ↑  Alan Riding (November 17, 2002), A Revelation of Secret Gardens New York Times.
23. ↑  Lothar Baumgarten: Seven Rings for Contemplation Lannan Foundation, Santa Fe.
24. ↑  Der Standard.de: Alternativer Ethnograf Künster Lothar Baumgarten gestorben, (german)